# Раух, Фридрих Вильгельм фон (1790)
Фридрих Вильгельм фон Раух (нем. Friedrich Wilhelm von Rauch; 15 марта 1790, Потсдам — 9 июня 1850, Берлин) — прусский генерал-лейтенант (1848), генерал-адъютант (1843), многолетний военный атташе в России.

## Биография

### Происхождение
Родился в 1790 году в Потсдаме. Десятый из двенадцати детей прусского военного инженера, директора Королевской инженерной академии в Потсдаме, генерал-майора Бонавентуры фон Рауха (1740—1814), крайне неудачно оборонявшего Штеттин от войск Наполеона в ходе войны четвёртой коалиции в 1806 году, и его жены Иоганны, урожденной Бандель (1752–1828). Брат военного министра Пруссии Густава фон Рауха (1774—1841) и военного педагога генерал-майора Леопольда фон Рауха (1787—1860). Крестник короля Пруссии Фридриха Вильгельма II.
Родители Рауха изначально не были дворянами: отец был сыном сельского учителя, мать — дочерью фермера-арендатора. Отец Фридриха Вильгельма был возведён в дворянство королём Пруссии за свои отличия по службе. В Потсдаме семья Раухов жила в служебной квартире при Инженерной академии, директором которой был его отец.

### Служба в гвардии

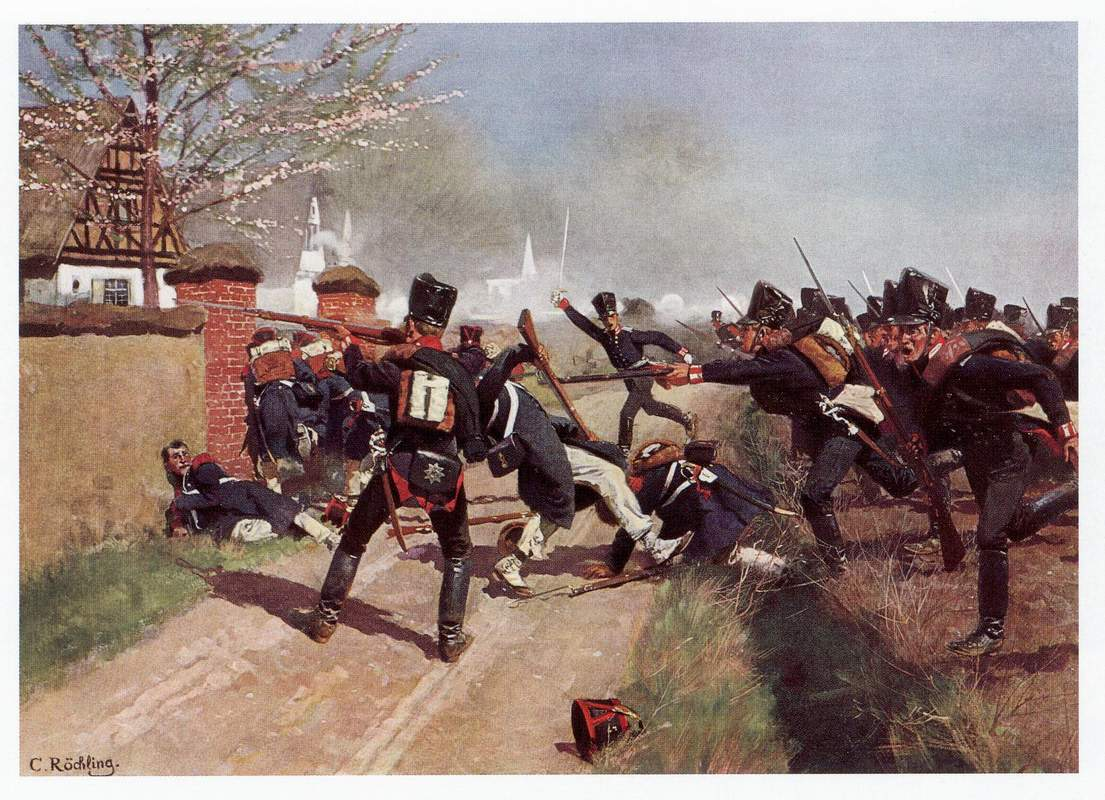
1-й полк прусской пешей гвардии в 1813 году в Лютценском сражении. Художник Карл Рёхлинг.

В 1804 году Раух был зачислен на службу капралом в гвардейский полк. В 1806 году (в 16 лет) он уже принимал участие в боевых действиях. В следующем 1807 году в Мемеле (Клайпеде), самом восточном из городов тогдашней Пруссии, где, после целой серии поражений собрались остатки прусской армии, Фридрих Вильгельм фон Раух был произведён в поручики.
В 1812 году Раух получил должность адъютанта командира гвардейской бригады. В 1813—14 годах он активно участвовал в боевых действиях против французов в составе союзных русско-прусско-австрийских сил, сражался при Лютцене, при Бауцене, при Лейпциге, где особенно отличился, участвовал во взятии Парижа. За Лейпцигское сражение фон Раух был награждён Железным крестом 1-й степени (крест 2-й степени он получил в 1813 году за Лютценское сражение) и кавалерским крестом баденского ордена Военных заслуг Карла Фридриха.
В 1815 году фон Раух был произведён в капитаны и стал ротным командиром 1-го пешего гвардейского полка. С 1821 года — майор и батальонный командир. С 1826 по 1829 год служил в Гвардейском резервном пехотном полку ландвера. Оба полка (1-й пеший гвардейский и гвардейский ландвера) в мирное время квартировали в Потсдаме, который для фон Рауха был родным.

### Служба в России

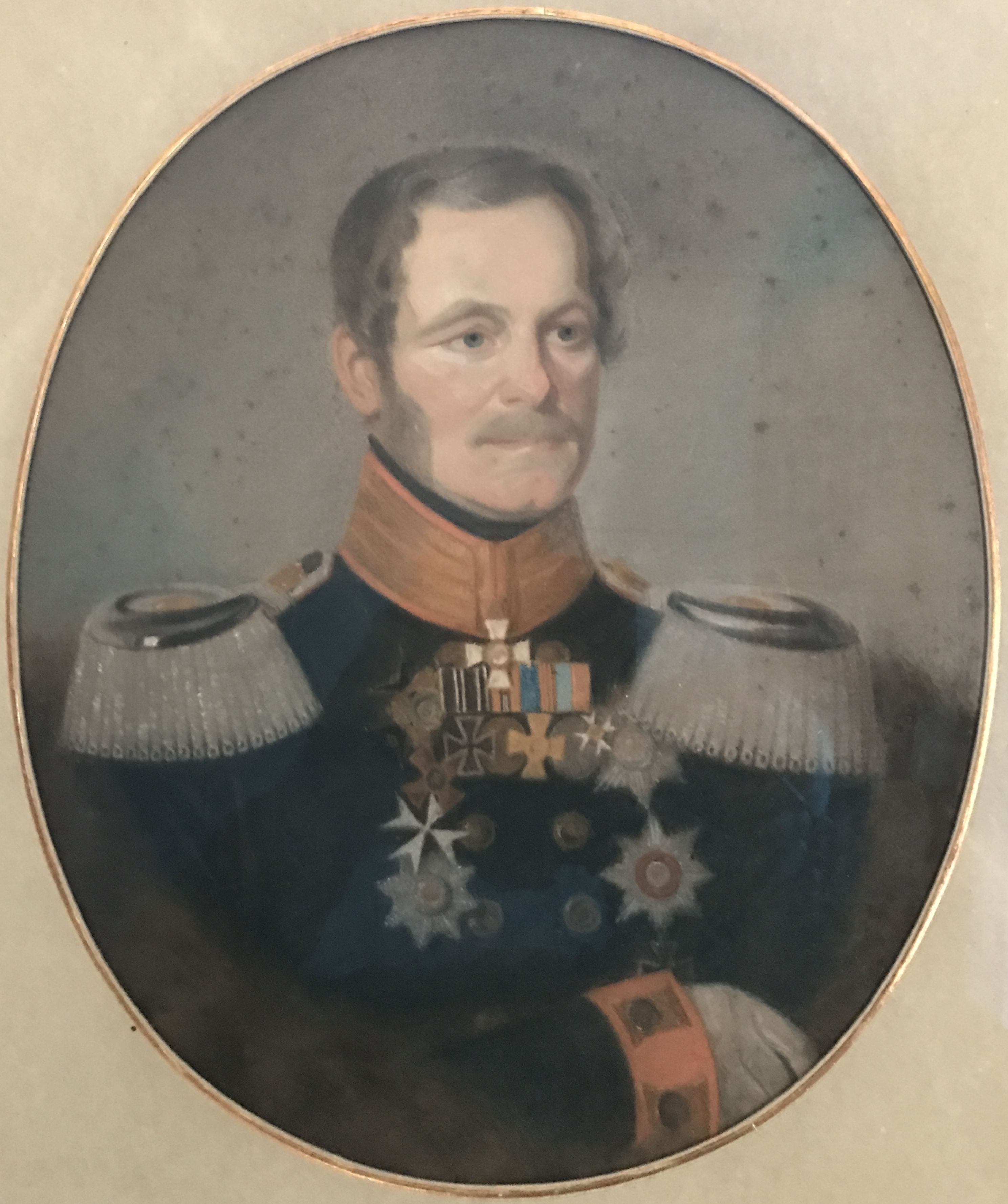
Фридрих Вильгельм фон Раух во второй половине 1840-х годов.

В 1829 году фон Раух стал флигель-адъютантом короля Фридриха Вильгельма III. Первоначально его служба проходила при королевском дворе в Потсдаме, однако, в 1833 году Раух был произведён в подполковники и, сохранив за собой должность флигель-адъютанта, был назначен прусским военным атташе в Санкт-Петербурге при дворе императора Николая I, который был женат на дочери Фридриха Вильгельма III, и, соответственно, приходился зятем прусскому королю.
Во время своей службы в Петербурге Раух пользовался доверием обоих монархов, тем более что отношения между странами в то время были исключительно хорошими. Кавалер ордена Святого Владимира III степени (1834) и полковник (1835), фон Раух прежде всего был занят организацией совместных русско-прусских Калишских манёвров, которые состоялись в сентябре 1835 года при участии обоих монархов и 60 000 офицеров и солдат. За свою роль в организации манёвров фон Раух был награжден орденом Святого Станислава II степени. В 1838 году Раух был награждён персидским орденом Льва и Солнца 2-й степени с бриллиантами, а в 1839 году Раух, выполняя поручение короля Фридриха Вильгельма, преподнёс Николаю I бюст, изображающий русского императора, работы своего однофамильца Кристиана Даниэля Рауха.

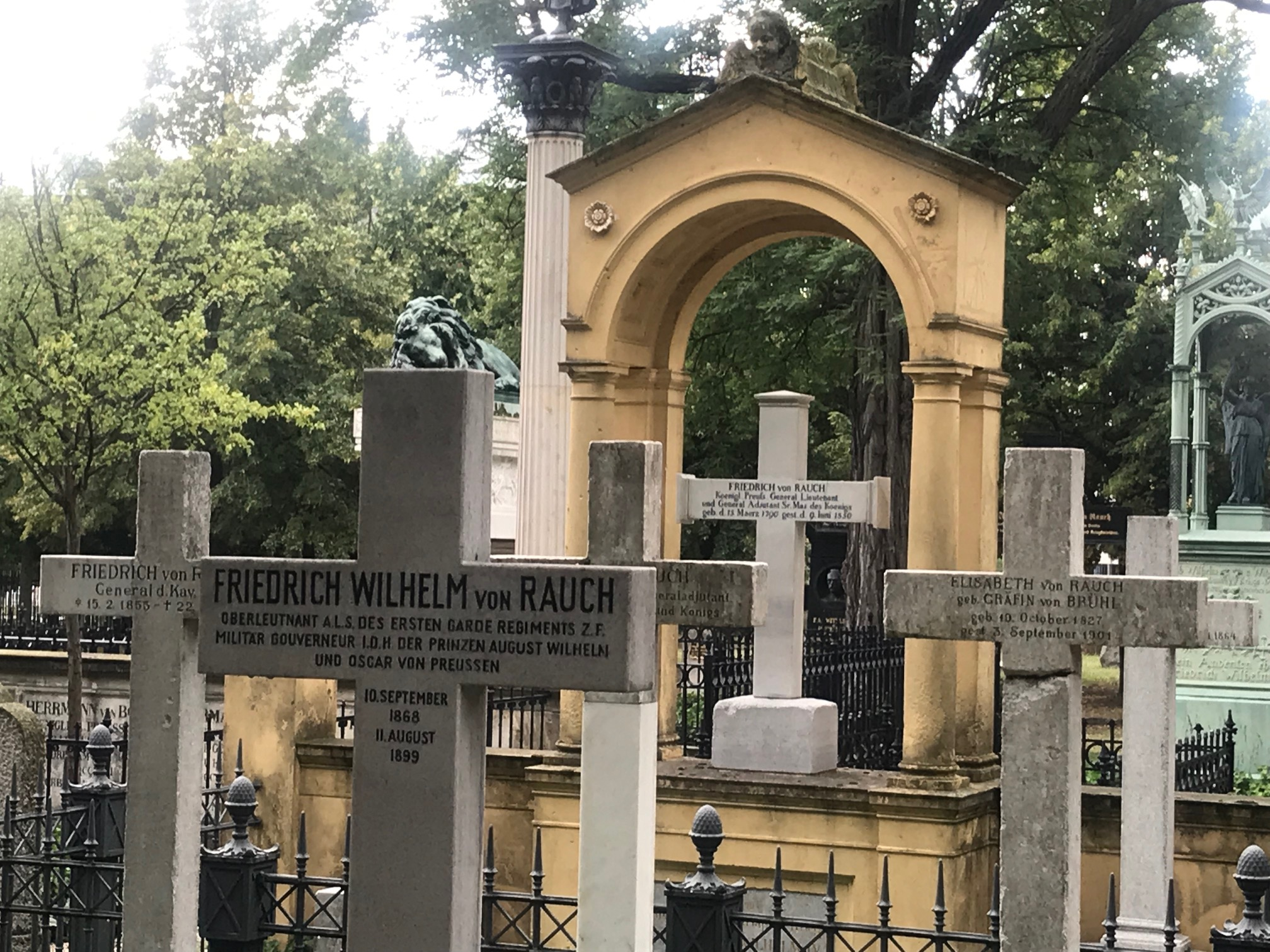
Семейный участок захоронений фон Раухов на берлинском кладбище Инвалиденфридхоф после реставрации. Надгробие Фридриха Вильгельма фон Рауха — в центре, под эдикулой.

В 1840 году на трон Пруссии взошёл Фридрих Вильгельм IV, который в том же году произвёл фон Рауха в генерал-майоры, а в 1843 году — в генерал-адъютанты; при этом Раух оставался в Петербурге. Интерес Николая Первого к военным парадам, на которые приглашались иностранные военные, но не гражданские представители, и его личное расположение к Рауху, делали последнего, по отзывам современников, более важной персоной в Санкт-Петербурге, чем прусский посол (гражданское лицо).
Во время революционных потрясений 1848 года Раух находился в Берлине и Потсдаме рядом с королевской семьёй. В мае 1848 года Фридрих Вильгельм фон Раух был произведен королем в генерал-лейтенанты, а в ноябре 1848 года награжден орденом Красного Орла. Николай I в октябре 1849 года вручил Рауху орден Александра Невского.
Раух скончался в 1850 году в Берлине, и был похоронен на семейном участке захоронений фон Раухов берлинского кладбища Инвалиденфридхоф. «Идиллия» в русско-прусских отношениях пережила его всего на несколько лет и закончилась во время Крымской войны, когда Пруссия хотя и соблюдала нейтралитет, но не выступила на стороне России. Разочарование России в нерешительной позиции Пруссии и Австрии, которые были многим ей обязаны, привело к постепенной переориентации российской политики на Францию и Англию и заложило основы расклада сил, который в итоге привёл к двум мировым войнам. В эпоху Холодной войны Берлинская стена прошла прямо через территорию кладбища Инвалиденфридхоф, причём были повреждены могилы Раухов. После объединения Германии они были восстановлены.

## Награды
Королевства Пруссия:
- Железный крест 1-го и 2-го класса на чёрной ленте
- Крест за выслугу лет[нем.] (1825)
- Орден Святого Иоанна Иерусалимского почётный рыцарь (1832. Ehrenritter)[3]
- Орден Красного орла 4-го класса (1834)[4]
- Орден Красного орла 3-го класса с бантом (1835)[5]
- Орден Красного орла 2-го класса с дубовыми листьями (1841)[6]; звезда к ордену с дубовыми листьями (1842)[7]
- Орден Красного орла 1-го класса с дубовыми листьями (1848)

Российской империи:
- Орден Святой Анны 2-й степени с алмазными украшениями (19 июня 1814)[8]
- Орден Святого Владимира 3-й степени (17 октября 1833)[9]
- Орден Святого Станислава 2-й степени со звездой (24 ноября 1835)[10]
- Орден Святого Станислава 1-й степени (15 сентября 1840)[11]
- Орден Святой Анны 1-й степени (30 июня 1842); алмазные украшения (6 сентября 1843)[12]
- Орден Белого орла (25 июня 1848)[13]
- Орден Святого Александра Невского (8 октября 1849)[14]

Прочие:
- Орден Военных заслуг Карла Фридриха, рыцарский крест (1813, великое герцогство Баден)
- Орден Людвига, командорский крест 1-го класса (1835, великое герцогство Гессен)
- Орден Льва и Солнца, 2-й степени с бриллиантами (1838, Персия)

## Семья

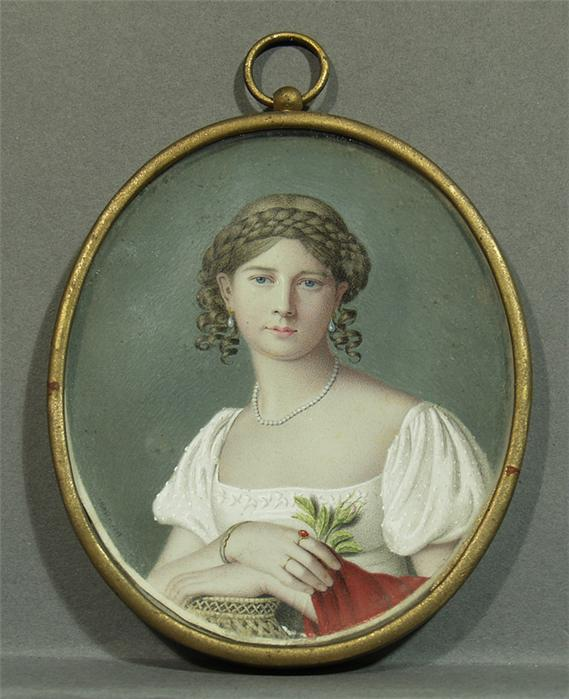
Лоретта фон Раух, урождённая графиня фон Мольтке (1790—1864) — супруга генерала.

От брака с Лореттой, урождённой фон Мольтке (1790—1864), на которой фон Раух женился в 1816 году, он имел четырёх дочерей и троих сыновей.
Из числа сыновей, Альфред Бонавентура фон Раух (1824—1900) стал прусским генералом от кавалерии, Фридрих Вильгельм фон Раух (1827—1907) — генерал-лейтенантом, Эгмонт фон Раух (1829—1875) — гусарским полковником.
Из числа дочерей, Элиза (Елизавета Фёдоровна) фон Раух (1820–1909) стала фрейлиной русской императрицы Александры Фёдоровны (урождённой принцессы Шарлотты Прусской). По словам своей современницы, фрейлины А. Ф. Тютчевой, Елизавета фон Раух была любимой фрейлиной императрицы. В остальном Тютчева отзывалась о Елизавете Раух отрицательно, что не удивительно, так как императрица отдавала предпочтение ей, а не Тютчевой, что следует из тех же мемуаров.
В 1850 году Елизавета фон Раух вышла замуж за обер-егермейстера русского двора графа Павла Карловича фон Ферзена (1800—1884). На момент свадьбы Елизавете было 30 лет, а Ферзену — 50. В браке родилось двое детей:
- Александра Павловна фон Ферзен (1856—1940) — фрейлина, с 1877 года замужем за генералом Германом фон Бройтцем (1850—1918).
- Николай Павлович фон Ферзен (1858—1921) — генерал-майор; после революции уехал с семьёй в Италию.